# Мобило Олексій Сергійович
Олексій Сергійович Мобило (1919 — ?) — український радянський діяч, голова колгоспу імені Сталіна («Зоря комунізму») Дубровицького району Рівненської області. Депутат Верховної Ради СРСР 4—5-го скликань.

## Біографія
Народився 1919 року. Освіта середня.
З 1939 року працював секретарем сільської ради.
З 1941 року — в Червоній армії, учасник німецько-радянської війни.
У 1949—1951 роках — голова колгоспу «Радянська Армія» Дубровицького району Рівненської області.
З 1951 року — голова колгоспу імені Сталіна (потім — «Зоря комунізму») села Селець Дубровицького району Рівненської області.
Член КПРС з 1953 року.
Потім — на пенсії.

## Нагороди
- орден Леніна (26.02.1958)